# MTN 8
La MTN 8 es una competición de fútbol disputada anualmente en Sudáfrica desde 1972. Este torneo lo disputan los ocho primeros equipos clasificados de la Premier Soccer League de la temporada anterior.

## Historia
El torneo fue fundado en 1972, siendo su primer ganador el Orlando Pirates Football Club. El equipo que más veces se ha alzado con el título es el Kaizer Chiefs, en 15 ocasiones.
Desde 2008 el patrocinador del torneo es MTN Group, una empresa de telecomunicaciones sudafricana. Anteriormente el torneo fue patrocinado por BP - British Petroleum (el torneo se llamaba BP Top 8) y por South African Airways (SAA Supa 8).

## Sistema de competición
Se usa el sistema de Eliminación directa. Hay tres rondas: cuartos de final, semifinales y final. En la primera ronda se enfrentan el campeón de Liga contra el octavo, el subcampeón contra el séptimo, el tercer clasificado contra el sexto y el cuarto contra el quinto. Los cuartos de final se disputan a un solo partido, las semifinales son a doble partido y la final se juega a partido único. 

## Patrocinios
Por razones de patrocinio el torneo ha adoptado los siguientes nombres:
- 1972 - 2002, BP - British Petroleum
- 2003 - 2007, South African Airways
- 2008 - presente, MTN Group

## Palmarés
| Temporada   | Campeón             | Resultado        | Finalista                | Sede de la final                           |
| BP Top 8    | BP Top 8            | BP Top 8         | BP Top 8                 | BP Top 8                                   |
| ----------- | ------------------- | ---------------- | ------------------------ | ------------------------------------------ |
| 1972        | Orlando Pirates     | 3 - 2            | Kaizer Chiefs            |                                            |
| 1973        | Kaizer Chiefs       | 3 - 2, 3 - 0     | Pimville United Brothers |                                            |
| 1973-74     | Orlando Pirates     | 1 - 3, 6 - 3     | Moroka Swallows          |                                            |
| 1974-75     | Kaizer Chiefs       | 2 - 1, 4 - 1     | Orlando Pirates          |                                            |
| 1975-76     | Moroka Swallows     | 3 - 2, 2 - 0     | Kaizer Chiefs            |                                            |
| 1976-77     | Kaizer Chiefs       | 3 - 1, 5 - 1     | AmaZulu                  |                                            |
| 1977-78     | Orlando Pirates     | 3 - 0, 2 - 3     | Benoni United            |                                            |
| 1979        | Moroka Swallows     | 3 - 0, 1 - 2     | Orlando Pirates          |                                            |
| 1980        | Witbank Black Aces  | 1 - 1, 1 - 0     | Orlando Pirates          |                                            |
| 1981        | Kaizer Chiefs       | 3 - 1, 4 - 0     | Dynamos                  |                                            |
| 1982        | Kaizer Chiefs       | 4 - 1, 3 - 1     | Moroka Swallows          |                                            |
| 1983        | Orlando Pirates     | 0 - 0, 2 - 0     | Highlands Park           |                                            |
| 1984        | Wits University     | 1 - 2, 3 - 1     | Moroka Swallows          |                                            |
| 1985        | Kaizer Chiefs       | 2 - 1, 1 - 1     | Arcadia Shepherds        |                                            |
| 1986        | Arcadia Shepherds   | 3 - 1, 1 - 1     | Wits University          |                                            |
| 1987        | Kaizer Chiefs       | 3 - 0, 2 - 1     | Manning Rangers          |                                            |
| 1988        | Mamelodi Sundowns   | 1 - 1, 1 - 0     | Arcadia Shepherds        |                                            |
| 1989        | Kaizer Chiefs       | 1 - 0, 1 - 1     | Wits University          |                                            |
| 1990        | Mamelodi Sundowns   | 2 - 0, 3 - 0     | Wits University          |                                            |
| 1991        | Kaizer Chiefs       | 4 - 3            | Jomo Cosmos              |                                            |
| 1992        | Kaizer Chiefs       | 1 - 0            | Mamelodi Sundowns        |                                            |
| 1993        | Orlando Pirates     | 3 - 1            | Witbank Black Aces       |                                            |
| 1994        | Kaizer Chiefs       | 3 - 2            | Mamelodi Sundowns        |                                            |
| 1995        | Wits University     | 2 - 0            | Kaizer Chiefs            |                                            |
| 1996        | Orlando Pirates     | 1 - 1, 3 - 0     | Qwa Qwa Stars            |                                            |
| 1997-1999   | No disputada        | No disputada     | No disputada             |                                            |
| 2000        | Orlando Pirates     | 2 - 1            | Ajax Cape Town           |                                            |
| 2001        | Kaizer Chiefs       | 2 - 2 (7-6 pen.) | Mamelodi Sundowns        |                                            |
| 2002        | Santos Cape Town    | 2 - 0            | Mamelodi Sundowns        |                                            |
| SAA Super 8 |                     |                  |                          |                                            |
| 2003        | Jomo Cosmos         | 3 - 2            | Moroka Swallows          |                                            |
| 2004        | Supersport United   | 1 - 0            | Kaizer Chiefs            |                                            |
| 2005        | Bloemfontein Celtic | 1 - 0            | Supersport United        |                                            |
| 2006        | Kaizer Chiefs       | 1 - 0            | Supersport United        |                                            |
| 2007        | Mamelodi Sundowns   | 1 - 0            | Orlando Pirates          |                                            |
| MTN 8       |                     |                  |                          |                                            |
| 2008        | Kaizer Chiefs       | 0 - 0 (4-3 pen.) | Mamelodi Sundowns        | Estadio Kings Park, Durban                 |
| 2009        | Golden Arrows       | 6 - 0            | Ajax Cape Town           | Estadio Orlando, Johannesburg              |
| 2010        | Orlando Pirates     | 1 - 1 (4-2 pen.) | Moroka Swallows          | Estadio Moses Mabhida, Durban              |
| 2011        | Orlando Pirates     | 1 - 0            | Kaizer Chiefs            | FNB Stadium, Johannesburg                  |
| 2012        | Moroka Swallows     | 2 - 1            | Supersport United        | Estadio Orlando, Johannesburg              |
| 2013        | Platinum Stars      | 1 - 1 (3-1 pen.) | Orlando Pirates          | Estadio Moses Mabhida, Durban              |
| 2014        | Kaizer Chiefs       | 1 - 0            | Orlando Pirates          | Estadio Moses Mabhida, Durban              |
| 2015        | Ajax Cape Town      | 1 - 0            | Kaizer Chiefs            | Estadio Nelson Mandela Bay, Port Elizabeth |
| 2016        | Bidvest Wits        | 3 - 0            | Mamelodi Sundowns        | Estadio Mbombela, Nelspruit                |
| 2017        | Supersport United   | 1 - 1 (4-2 pen.) | Cape Town City           | Estadio Moses Mabhida, Durban              |
| 2018        | Cape Town City      | 1 - 1 (4-1 pen.) | Supersport United        | Estadio Moses Mabhida, Durban              |
| 2019        | Supersport United   | 1 - 0            | Highlands Park           | Estadio Orlando, Johannesburg              |
| 2020        | Orlando Pirates     | 2 - 1            | Bloemfontein Celtic      | Estadio Moses Mabhida, Durban              |
| 2021        | Mamelodi Sundowns   | 1 - 1 (3-2 pen.) | Cape Town City           | Estadio Moses Mabhida, Durban              |
| 2022        | Orlando Pirates     | 1 - 0            | AmaZulu FC               | Estadio Moses Mabhida, Durban              |
| 2023        | Orlando Pirates     | 0 - 0 (3-1 pen.) | Mamelodi Sundowns        | Estadio Moses Mabhida, Durban              |
| 2024        | Orlando Pirates     | 3 - 1            | Stellenbosch FC          | Estadio Moses Mabhida, Durban              |

## Títulos por club
| Club                              | Títulos | Subtítulos | Años campeón                                                                             |
| --------------------------------- | ------- | ---------- | ---------------------------------------------------------------------------------------- |
| Kaizer Chiefs FC                  | 15      | 6          | 1973, 1975, 1977, 1981, 1982, 1985, 1987, 1989, 1991, 1992, 1994, 2001, 2006, 2008, 2014 |
| Orlando Pirates FC                | 13      | 6          | 1972, 1974, 1978, 1983, 1993, 1996, 2000, 2010, 2011, 2020, 2022, 2023, 2024             |
| Mamelodi Sundowns FC              | 4       | 7          | 1988, 1990, 2007, 2021                                                                   |
| Moroka Swallows FC                | 3       | 5          | 1976, 1979, 2012                                                                         |
| Supersport United FC              | 3       | 4          | 2004, 2017, 2019                                                                         |
| Bidvest Wits FC (Wits University) | 3       | 3          | 1984, 1995, 2016                                                                         |
| Ajax Cape Town FC                 | 1       | 2          | 2015                                                                                     |
| Arcadia Shepherds FC              | 1       | 2          | 1986                                                                                     |
| Cape Town City FC                 | 1       | 2          | 2018                                                                                     |
| Witbank Black Aces FC †           | 1       | 1          | 1980                                                                                     |
| Jomo Cosmos FC                    | 1       | 1          | 2003                                                                                     |
| Bloemfontein Celtic FC            | 1       | 1          | 2005                                                                                     |
| Santos Cape Town FC               | 1       | -          | 2002                                                                                     |
| Golden Arrows FC                  | 1       | -          | 2009                                                                                     |
| Platinum Stars FC †               | 1       | -          | 2013                                                                                     |
| Highlands Park FC                 | -       | 2          | -----                                                                                    |
| AmaZulu FC                        | -       | 2          | -----                                                                                    |
| Pimville United Brothers          | -       | 1          | -----                                                                                    |
| Benoni United                     | -       | 1          | -----                                                                                    |
| Dynamos FC                        | -       | 1          | -----                                                                                    |
| Manning Rangers FC †              | -       | 1          | -----                                                                                    |
| Qwa Qwa Stars                     | -       | 1          | -----                                                                                    |

- † Equipo desaparecido.